# Regno di Tessalonica
Il Regno di Tessalonica fu uno stato crociato dalla vita breve che fu fondato dopo la quarta crociata.

## Storia

### Formazione
La sua costituzione si deve all'iniziativa di Bonifacio del Monferrato, capo della crociata. Questi, sostenuto dai crociati e dagli stessi Bizantini, era il principale candidato al trono imperiale di Costantinopoli dopo la conquista della città nel 1204. Alla sua ascesa, tuttavia, si opposero i Veneziani, desiderosi di avere un imperatore che essi potessero controllare più facilmente rispetto a Bonifacio, troppo legato all'Impero bizantino per via del matrimonio di suo fratello Corrado con una donna della famiglia imperiale. Così, i Veneziani elevarono Baldovino di Fiandra al trono del nuovo Impero Latino.
Bonifacio accettò questa nomina con molta riluttanza e rispose pianificando la conquista di Tessalonica, seconda città bizantina dopo Costantinopoli. All'inizio dovette contendersi l'esclusività dell'impresa con l'imperatore Baldovino, anch'egli intenzionato ad accaparrarsi la città. Ma ad avere la meglio nella disputa fu Bonifacio, che ottenne l'obiettivo consegnando ai Veneziani il suo possedimento di Creta. Verso la fine del 1204 conquistò Tessalonica e vi istituì un nuovo regno, formalmente dipendente da Baldovino. Ma il titolo di "Re" non fu mai ufficialmente adottato. Fonti storiche del XIII e XIV secolo suggeriscono che Bonifacio fondò la legittimità della propria pretesa su Tessalonica sul fatto che il fratello minore Ranieri era stato garantito nei diritti sulla città dal matrimonio con Maria Comnena, celebrato nel 1180.
Il regno si estendeva sui territori costieri della Tracia, lungo l'Egeo, e comprendeva la Tessaglia e la Macedonia, mentre i confini interni rimasero piuttosto indefiniti a causa delle continue guerre contro i Bulgari, intenzionati ad annettersi ciò che rimaneva dell'Impero bizantino, e contro il despotato d'Epiro, uno degli stati bizantini superstiti che intendeva riconquistare Costantinopoli. Il Regno di Tessalonica dovette inoltre affrontare gli attacchi di Alessio III, l'imperatore deposto, il quale, sbarcato a Corinto, fu rapidamente sconfitto. A seguito di questa vittoria, Bonifacio conquistò l'isola di Eubea e prestò il proprio aiuto ad altri crociati nella fondazione del ducato di Atene e del principato d'Acaia, che divennero stati vassalli di Tessalonica.

### Reggenza e caduta
Bonifacio regnò meno di due anni: caduto in un'imboscata tesagli da Giovanni I di Bulgaria (Kaloyan), morì assassinato il 4 settembre 1207 e il regno fu ereditato dal figlio Demetrio, ancora bambino. Il potere reale fu esercitato da un gruppo di nobili minori, che ben presto si ribellarono all'Impero Latino, dal quale dipendevano formalmente. La loro rivolta non ebbe esiti positivi: i ribelli furono annientati nel 1209 dall'imperatore Enrico di Fiandra, successore del fratello Baldovino.
La reggenza del regno per il minorenne Demetrio fu assunta da Eustachio, fratello di Enrico. Di questa situazione di incertezza volle approfittare Michele I d'Epiro, ex alleato di Bonifacio, che attaccò il regno nel 1210, subito imitato dai Bulgari. L'impresa fallì, poiché gli invasori furono sconfitti dall'imperatore Enrico. Morto Michele nel 1215, ulteriori assalti al regno furono perpetrati dal fratello Teodoro, che nel corso dei successivi nove anni riuscì ad impadronirsi gradualmente di nuovi territori, a eccezione della stessa città di Tessalonica. Ciò fu possibile perché l'Impero latino non disponeva di armate da impiegare nella difesa del regno, impegnato com'era a contrastare il più potente Impero bizantino di Nicea. Nel 1224, mentre Demetrio, ormai maggiorenne, assumeva il pieno comando, Teodoro di impadronì di Tessalonica e il regno fu annesso al despotato d'Epiro. Nel 1225 i figli di Bonifacio del Monferrato, Demetrio e Guglielmo VI organizzarono una crociata di riconquista del regno di Tessalonica. Partiti dal porto di Brindisi sbarcarono sulle coste greche nei pressi del porto di Halmiros, ma causa una epidemia di dissenteria, l'esercito monferrino si disperse: Guglielmo VI morì sul posto mentre Demetrio fece rientro in Italia.
Il regno ormai dissolto fu rivendicato dai re titolari della casa del Monferrato fino al 1284. Su di esso di concentrarono anche le pretese dei duchi di Borgogna, dovute al fatto che Baldovino II di Costantinopoli aveva promesso tale titolo ad Ugo IV.

## Re di Tessalonica

### Sovrani regnanti
- Bonifacio I (1204–1207)
- Demetrio (1207–1224)
  - Margherita d'Ungheria con consiglio di reggenza di baroni lombardi, in cui i principali membri erano Oberto II di Biandrate e il connestabile Amedeo di Pofey (1207–1209)[2]
  - Eustachio di Fiandra (reggente, 1209–1216)
  - Bertoldo II di Katzenelnbogen (reggente, 1216–1221[senza fonte])
  - Guido Pallavicini (reggente 1221-1224)

### Sovrani titolari
- Demetrio (1225–1230)
- Federico (1230–1239)
- Bonifacio II (1239–1253)
- Guglielmo (1253–1284)
- Ugo I (1266–1271)
- Roberto (1273–1305)[3]
- Filippo (1274-1277)
- Ugo II (1305–1313)
- Luigi (1313–1316)

Dopo il 1316 non furono più avanzate pretese al Regno di Tessalonica.